# António Bento Bembe
António Bento Bembe (Cabinda, 24 d'abril de 1950) és un militar i polític angolès, partidari de la independència de la República de Cabinda.

## Vida política
Llicenciatura en Llengües i de les Ciències de l'Administració Pública, Bento Bembe va ser intèrpret (en ibinda, uoio, iombe, lingala, kikongo, portuguès, anglès, francès ...) del Front d'Alliberament de l'Enclavament de Cabinda (FLEC), aleshores presidit per Francisco Xavier Lubota "Pau Ferro", i de 1986 a 1989 fou responsable de l'organització i educació de masses del FLEC. El 1991 fou nomenat secretari general del FLEC-Renovat i de 1998 a 2002 en fou president després de la defecció de José Tiburcio Zinga Luemba. De 2002 a 2004 va ser president del nou corrent FLEC-Plataforma. Va ser nomenat secretari general adjunt executiu i vicepresident del FLEC, sorgit de la fusió de FLEC-Plataforma i FLEC-FAC de Nzita James a Honda el 2004.
Ha estat general de les Forces Armades Angoleses, ministre sense cartera en el govern d'Angola entre 2007 i 2009. Ha estat secretari d'estat per drets humans del govern d'Angola i president del Fórum Cabindês para o Diálogo (FCD) des de la seva creació en 2004.
Els principals grups rebels de Cabinda es van trobar a Helvoirt, Països Baixos, en 2004 i van formar el Fórum Cabindês para o Diálogo (FCD), un organisme dedicat a representar a cabindesos en les negociacions de pau amb el govern d'Angola. Bembe ha estat president de FCD des de la seva creació. La policia holandesa va arrestar Bembe en la sessió inaugural de la VII Assemblea General de l'ONU al Palau de la Pau a la Haia als Països Baixos el juny de 2005. La detenció es va produir en resposta a una petició del govern dels EUA per extradició en càrrecs de segrest en relació amb la desaparició d'un treballador de Chevron Corporation en 1990. El ministeri de Justícia va arrestar Bembe, però el Ministeri d'Afers Exteriors li va permetre entrar al país, el que va portar a una rivalitat departamental sobre el cas. Milers de cabindesos es van manifestar a favor de l'alliberament de Bembe i membres del Parlament a Angola i Portugal van expressar el seu suport. Un tribunal holandès el va alliberar sota fiança però Bembe no va informar a la policia el novembre. El tribunal holandès va rebutjar l'extradició i Bembe va tornar a Angola.